# Adrian Zeljković
Adrian Zeljković (* 19. August 2002 in Žalec) ist ein slowenischer Fußballspieler.

## Karriere

### Verein
Nachdem Zeljković bis August 2020 in der U19 von NK Celje gespielt hatte, wechselte er in dieser Altersklasse zu NK Olimpija Ljubljana. Ab Sommer 2021 war seine erste Profistation NK Tabor Sežana. Zur Spielzeit 2023/24 wechselte er zu Spartak Trnava.

### Nationalmannschaft
Nach einem Einsatz für die slowenischen U17 kam er ab September 2022 für die U21 zum Einsatz. Sein Debüt für die A-Nationalmannschaft gab er am 20. Januar 2024 bei einem 1:0-Freundschaftsspielsieg gegen die USA. Er stand in der Startelf und wurde in der 65. Minute für Mark Zabukovnik ausgewechselt.